# Budd Johnson and the Four Brass Giants
| Recensione | Giudizio |
| ---------- | -------- |
| AllMusic   |          |

Budd Johnson and the Four Brass Giants è un album discografico di Budd Johnson, pubblicato dalla casa discografica Riverside Records nel 1960.

## Tracce

### LP
Lato A
1. All My Love – 3:59 (testo: Harry Akst, Saul Chaplin – musica: Al Jolson) – Registrato il 22 agosto 1960
2. Blue Lou – 5:08 (musica: Edgar Sampson) – Registrato il 22 agosto 1960
3. Trinity River Bottom – 8:04 (musica: Budd Johnson) – Registrato il 6 settembre 1960
4. Driftwood – 4:18 (musica: Budd Johnson) – Registrato il 6 settembre 1960

Lato B
1. Blues for Lester (Memories of Lester Young, Part 1) – 6:55 (musica: Budd Johnson) – Registrato il 6 settembre 1960
2. The Message (Memories of Lester Young, Part 2) – 6:29 (musica: Budd Johnson) – Registrato il 6 settembre 1960
3. Don't Blame Me – 4:12 (testo: Dorothy Fields – musica: Jimmy McHugh) – Registrato il 22 agosto 1960
4. I'll Get By – 4:29 (testo: Roy Turk – musica: Fred E. Ahlert) – Registrato il 22 agosto 1960

## Musicisti
All My Love / Blue Lou / Don't Blame Me / I'll Get By
- Budd Johnson – sassofono tenore
- Nat Adderley – cornetta
- Harry Edison – tromba
- Ray Nance – tromba, violino
- Clark Terry – flicorno
- Tommy Flanagan – piano
- Joe Benjamin – contrabbasso
- Herbie Lovelle – batteria

Trinity River Bottom / Driftwood / Blues for Lester / The Message
- Budd Johnson – sassofono tenore
- Nat Adderley – cornetta
- Harry Edison – tromba
- Ray Nance – tromba, violino
- Clark Terry – flicorno, tromba (brano: Trinity River Bottom)
- Jimmy Jones – piano
- Joe Benjamin – contrabbasso
- Herbie Lovelle – batteria

Note aggiuntive
- Julian "Cannonball" Adderley – produttore
- Registrazioni effettuate il 22 agosto e 6 settembre 1960 al Plaza Sound Studios di New York
- Ray Fowler – ingegnere delle registrazioni
- Jack Matthews – mastering
- Ken Deardoff – design copertina album originale
- Lawrence N. Shustak – foto retrocopertina album originale
- Chris Albertson – note retrocopertina album originale [1]